# 椅

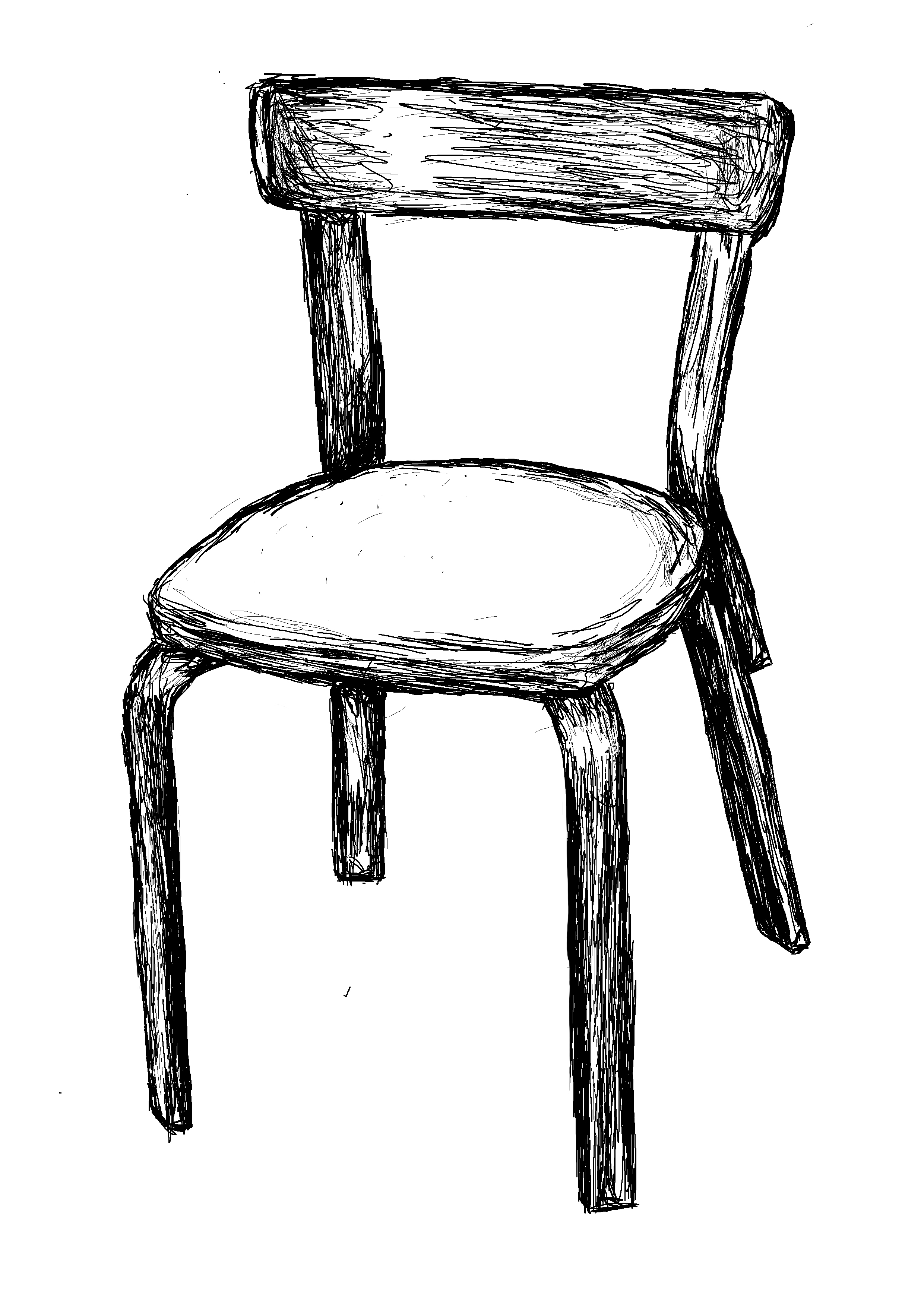
椅

椅（座椅、坐椅）是一件用來坐的傢具（而无靠背的称为櫈），為腳物家具的一種，一般包括一個座位、椅背，有時還包括扶手，通常會有椅腳使座位高於地面。
其他和椅相類似的東西還有沙發、長椅、臥椅等，另外還有用以承托腳部的腳凳；裝在車上的座椅一般稱為座位。作為家具的椅一般是可移動的。
椅子的出现并不是为了舒适，而是为了显示权威性，椅子在英语中叫做chair，与此有关的英语有chair a meeting，“主席”叫做chairman，这些说法都跟chair椅子的权威性有关。另外在油画里也可注意到，几乎坐在凳子上都是贫穷的人，而一般只有教皇之类才会坐在椅子上。。
中國古代多席地而坐（跪坐），唐朝起才流行起坐椅子。

## 椅子的分類

### 作業椅
- 办公椅、会议椅
- 学校用椅
- 餐椅、酒吧椅
- 電競椅

### 休息椅
- 接待/會議椅、咖啡椅
- 沙發、安樂椅
- 可調式躺椅、高背椅
- 摇椅
- 公園長凳

### 特殊用途椅子
- 美甲椅
- 按摩椅
- 設計師椅
- 理髮椅
- 電影院椅
- 釣魚椅

除了根據椅子的用途進行分類, 製造商也會根據椅子的外型和配件進行更仔細的分類

### 高度
- 固定高度:
- 椅子 (一般高度)
- 高腳椅
- 凳子
- 可調式高度

### 椅腳
- 四足
- 三足
- 五星腳
- 帶滑輪
- 鋼製腿
- 木製腿
- X型椅腳
- 可旋轉底座

### 椅座
- 鋼製
- 木製
- 塑料製
- 泡沫塑料包裹織物或皮革

### 椅背
- 無椅背
- 中背
- 高背

### 收納
- 可疊式椅子
- 折疊椅子

## 椅子的材質
- 木材
- 泡沫塑料
- PP塑料
- 網眼織物
- 藤
- 皮具

## 椅子的設計與人體工學
椅子的設計主要由其使用場景，功能及穩定性影響外觀。其次為舒適度，標準，美觀等一系列因素。
設計得舒適的椅子一般為需要長時間使用的椅子，如辦公椅，電競椅，電影院椅，沙發等。
良好的椅子應該符合人體工學，即使長時間使用也不會感到不適，和讓人隨時保持良好坐姿。
使用不符合人體工學的椅子長時間會導致腰痛等問題，造成勞損。

## 椅子的零件
- 椅座
- 坐墊
- 椅背
- 頭托
- 扶手
- 升降柱
- 椅腳
- 腳墊
- 附件如小桌面, 收納籃子,杯托等

## 相關
- 輪椅
- 马鞍椅

## 延伸阅读
[在维基数据编辑]
 《欽定古今圖書集成·經濟彙編·考工典·座椅部》，出自陈梦雷《古今圖書集成》